# タンビヘキサン
タンビヘキサン（短尾碧鵲、学名: Cissa thalassina）は、インドネシアのジャワ島の固有種として分布するスズメ目カラス科の鳥類の1種である。

## 分類
タンビヘキサンは、かつて英名 Short-tailed Magpie (Short-tailed Green Magpie) の基亜種 C. thalassinat thalassina とされ、同種にボルネオ島の個体群を亜種 C. thalassina jeffreyi として置いていたが、2013年、ボルネオ島固有の亜種を別種ボルネオタンビヘキサン（英: Bornean Green Magpie、C. jefferyi）として、ジャワ島の本種タンビヘキサン（英: Javan Green Magpie、C. thalassina）とともにそれぞれ単形種に分類された。

## 分布
東南アジアのジャワ島西部山地帯の低山域に固有種として分布する。本種の分布域は標高500-2000ｍであるが、生息地である森林の人為的な破壊ならびに違法な捕獲行為により、自然に生息する個体数は推定でおよそ50羽（成鳥50-249羽）といわれるほど著しく減少し、絶滅の危機に瀕している。

## 形態
全長約32-35cm、尾長は約8cm。羽衣は緑色で、顔には黒い過眼線があり、虹彩はジャワ島の本種は褐色で、ボルネオ島の別種ボルネオタンビヘキサンは白い。翼羽は褐色で、三列風切は淡色。翼の内側は白色。くちばしは鮮やかな赤色で、足も赤い。

## 生態
本種は森林の中腹から上層部のうち密生植物のなかに生息し、ほんの短い飛翔をする。昆虫やカタツムリのほかカエルやトカゲを採食する。タンビヘキサンは、とりわけ旋律的な声で鳴くことで知られ、ときに違法に取引される。